# Cúmulo globular M22
El cúmulo globular M22 (también conocido como Objeto Messier 22 o NGC 6656) es un cúmulo globular en la constelación de Sagittarius. Fue descubierto por Abraham Ihle en 1665 e incluido por Charles Messier en su catálogo en 1764.
M22 es uno de los cúmulos de estrellas más cercanos a la Tierra, con una distancia de aproximadamente 10.400 al. Se han encontrado en M22 hasta 32 estrellas variables cefeidas, así como una nebulosa planetaria, IRAS 18333-2357. Usando el radiotelescopio VLA se hallaron en su interior dos agujeros negros, aunque los astrónomos que realizaron el descubrimiento aseguran que podría contener hasta 100 de ellos.
Es el mejor cúmulo globular para observar en latitudes tropicales del hemisferio norte por su cercanía a la tierra y su declinación relativamente cercana al ecuador celeste.